# كانامت (سقز)
قرية كانامت (بالكردية: کانامەت) هي إحدى القرى التابعة لـتشل تشمه الغربي في ريف قسم سرشيو من مقاطعة سقز، في محافظة كردستان الإيرانية.

## السكان
حسب إحصاءات سنة 2006، بلغ إجمالي السكان في كانامت 247 نسمة وعدد المساكن 42 مسكن. لغة سكان كانامت هي اللغة الكردية و هم من أهل السنة والجماعة والمذهب الشافعي.